# 好市圍市

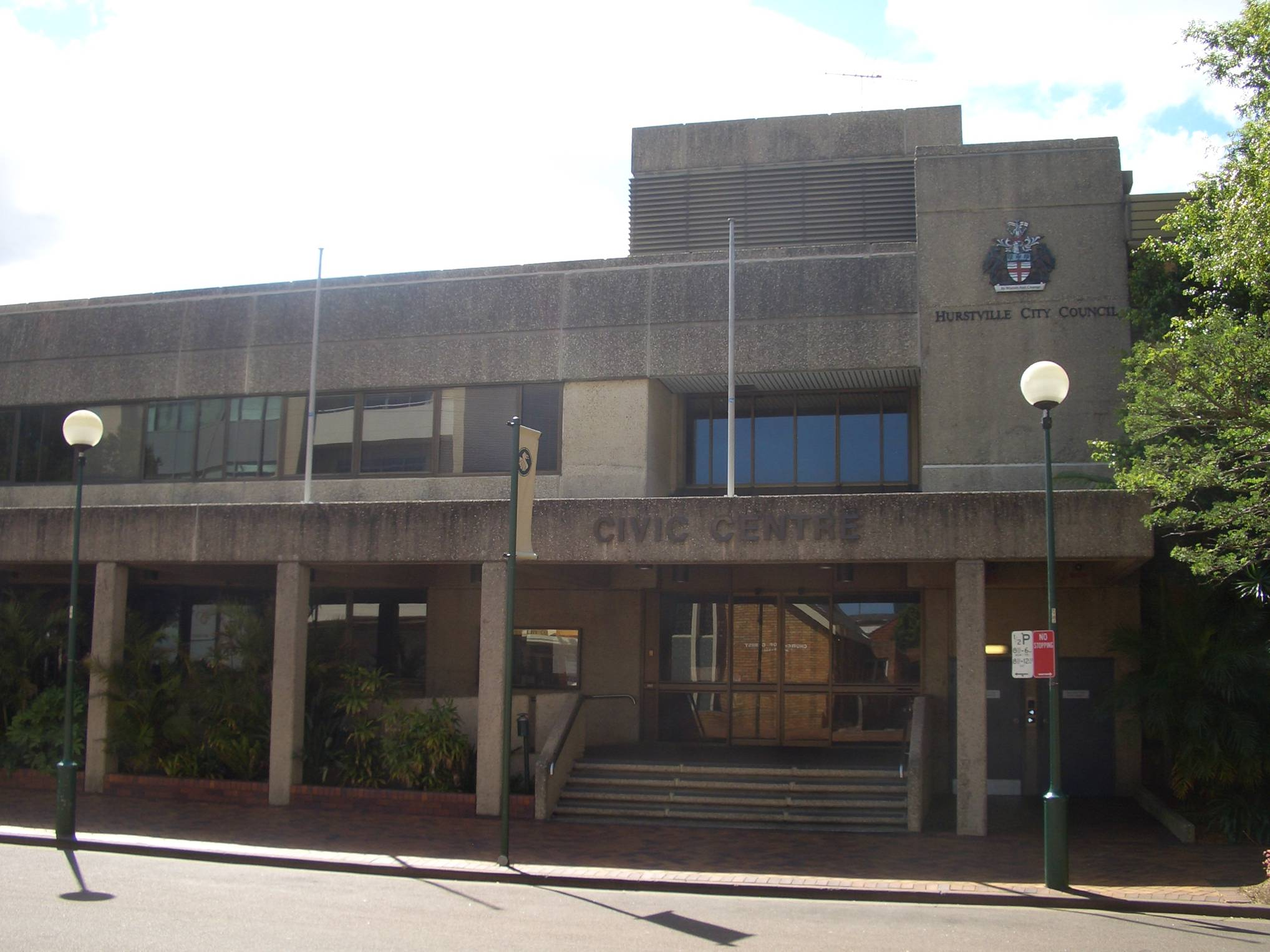
好市圍市議會（市政府）

好市圍市（英語：City of Hurstville），又译赫斯特維爾市，是澳大利亞南雪梨地區的一個地方政府，位於植物灣之西，與雪梨中央商業區距離17公里。好市圍是聖喬治地區的三個地方政府之一，其餘兩個是高嘉華自治市與石谷市。行政上，好市圍於1887年成為自治市；1988年升格為市。

## 市議會
好市圍市議會有議席12座，全市分3選區，各區選出議員4名代表市民和納稅人問政；市長非直選。

## 外部連結
- 好市圍市官方網站（页面存档备份，存于）
- 好市圍市社區消息網頁（页面存档备份，存于）
- 好市圍市圖書館與資訊導覽（页面存档备份，存于）
- 2001年人口調查（页面存档备份，存于）
- 好市圍市商業目錄